# Burg Kirchberg an der Murr
Als Burg Kirchberg an der Murr wird eine abgegangene Höhenburg in Kirchberg an der Murr, einer Gemeinde im baden-württembergischen Rems-Murr-Kreis, bezeichnet.
Über die ehemalige Burganlage, von der nicht die geringsten Reste erhalten sind, ist heute kaum noch etwas bekannt. Auch der ursprüngliche Name der ehemaligen Burg ist nicht überliefert.

## Lage
Die ehemalige Burgstelle wird auf dem Gaisberg vermutet, welcher eine Bergnase des Rappenbergs darstellt. Der Berg wird im Süden von der Murr und im Westen von einem Bächlein ohne Namen umflossen. Westlich des Dorfes und nördlich des Bahnhofs von Kirchberg wurde eine Flur in früheren Zeiten Unter der Burg genannt.
Heute ist von der Burg nichts mehr zu sehen. Vermutlich ist sie früh abgegangen und der Burgstall wurde durch einen Steinbruch vollkommen abgetragen. Der Steinbruch wurde später teilweise wieder aufgefüllt, um einen CVJM-Sportplatz anzulegen. Dadurch hat der Gaisberg seine ursprüngliche Gestalt vollkommen verändert.

## Geschichte

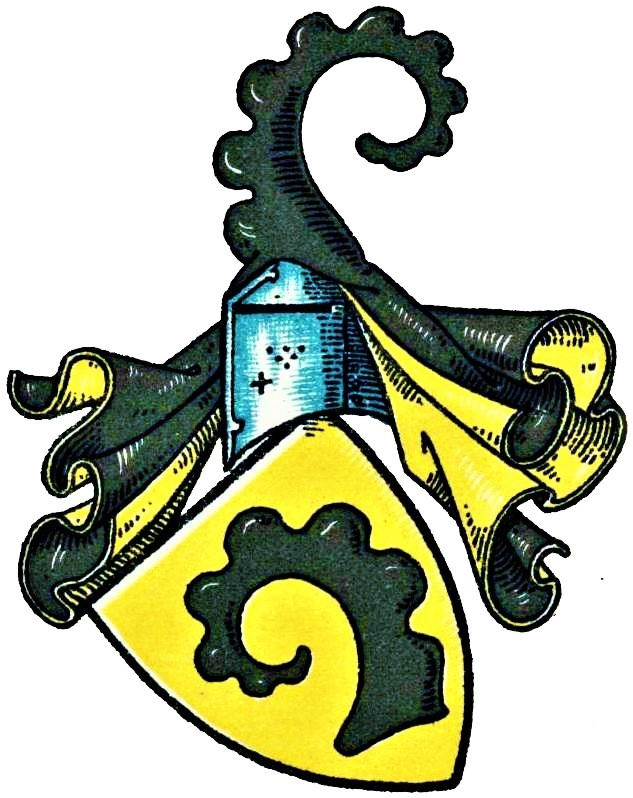
Wappen derer von Gaisberg

Es ist unklar, welches Adelsgeschlecht die Anlage einst erbaute, da es an Urkunden bezüglich der Burg fehlt. Der Flurname Gaisberg lässt einen Zusammenhang mit dem Geschlecht derer von Gaisberg vermuten. Die Burg könnte der Stammsitz der Gaisberger gewesen sein, denn in Kirchberg ist kein anderes Adelsgeschlecht nachgewiesen. Ob die Gaisberger etwas mit der Burg zu tun hatten, ist allerdings unsicher, da das Geschlecht erst im 14. Jahrhundert urkundlich erwähnt wird. Nach Forschungen des Friedrich Freiherr von Gaisberg-Schöckingen wird das Geschlecht derer von Gaisberg mit dem „ehrbaren Mann“ Fritz Gaisberg (auch Friedrich Gaisberger) aus Kirchberg erstmals nachweisbar. Fritz Gaisberg verließ jedoch Kirchberg und erwarb 1352 von der Witwe des Albrecht Hummel, Herr zu Lichtenberg, ein Rittergut in Bottwar. Seine Nachkommen zogen ins Remstal und bekleideten hohe Ämter. Die Burg auf dem Gaisberg dürfte zu dieser Zeit schon längst ruiniert gewesen sein. Möglicherweise wurde sie schon im 13. Jahrhundert zerstört. Allerdings fehlen auch hier schriftliche Überlieferungen.
Ein Hinweis könnte ein Brief des Lehrers und Heimatforschers Wilhelm Förstner an Friedrich Freiherr von Gaisberg-Schöckingen von 1917 sein. Förstner berichtet von einer mündliche Überlieferung des Kirchberger Jagdpächters Oberleutnant von Kirn, nach der die Burg im 13. Jahrhundert bestand und bei einer Fehde von einem Ritter Werner von Erdmannhausen zerstört worden sein soll. Tatsächlich erscheint ein Werner von Erckmarßhausen um 1120 in Ingersheim im Gefolge des Grafen Adalbert von Calw.